# Rathaus Wettin

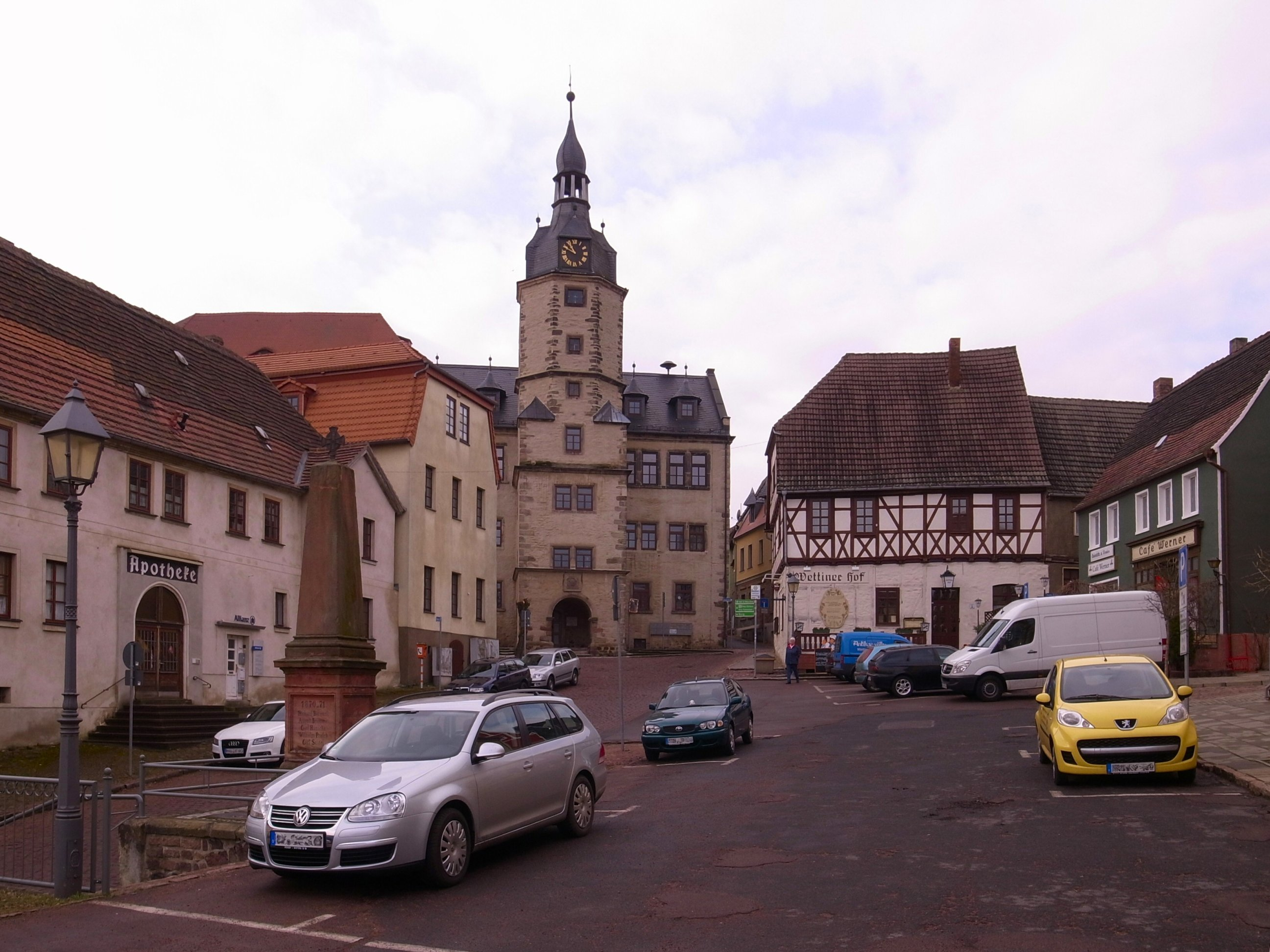
Marktplatz von Wettin mit Rathaus im Hintergrund

Das Rathaus Wettin ist ein denkmalgeschütztes Bauwerk im Ortsteil Wettin der Stadt Wettin-Löbejün in Sachsen-Anhalt. Im örtlichen Denkmalverzeichnis ist es unter der Erfassungsnummer 094 55432 als Baudenkmal verzeichnet. Es gehört darüber hinaus zum Denkmalbereich Altstadt mit der Erfassungsnummer 094 55026.

## Geschichte
Der Bau wurde 1662 vollendet. Er ersetzte das vorherige Rathausgebäude, das bei einem Stadtbrand am 10. März 1660 zerstört worden war. Die Wiederaufbau begann noch im Jahr des Stadtbrandes. Der Rathausturm soll erst beim Neubau nach dem Stadtbrand entstanden sein. Das Rathaus wurde 1878 von Otto Kilburger umgestaltet.

## Wappenstein
Über dem Eingang im Rathausturm befindet sich ein Wappenstein mit einer Inschrift, die vom Brand und Wiederaufbau berichtet.

## Lage
Das Rathaus liegt unter der Adresse Burgstraße 1 am Marktplatz von Wettin. Durch die leicht versetzte Stellung zum Marktplatz dominiert es diesen nicht. In unmittelbarer Umgebung zum Rathaus befindet sich der ebenfalls unter Denkmalschutz stehende Gasthof Wettiner Hof.